# ريمون تومسون
ريمون تومسون (بالإنجليزية: Raymond Thompson)‏ (و. 1949  م) هو منتج أفلام، وملحن، وكاتب سيناريو، ومنتج تلفزيوني من نيوزيلندا، وكندا، والمملكة المتحدة.

## جوائز
حصل على جوائز منها:
- نيشان الاستحقاق لنيوزيلندا من رتبة عضو (1 يناير 2003).

## وصلات خارجية
- ريمون تومسون على موقع IMDb (الإنجليزية)
- ريمون تومسون على موقع ميوزك برينز (الإنجليزية)
- ريمون تومسون على موقع قاعدة بيانات الفيلم (الإنجليزية)
- ريمون تومسون في قاعدة بيانات الأفلام على الإنترنت